# Las Matas de Farfán
Las Matas de Farfán è un comune della Repubblica Dominicana di 47.521 abitanti, situato nella provincia di San Juan. Comprende, oltre al capoluogo, due distretti municipali: Matayaya e Carrera de Yeguas.